# Thalassiosira
Thalassiosira je rod rozsivek s kosmopolitním rozšířením. Patrně nejznámějším druhem je rozsivka Thalassiosira pseudonana, jejíž genom byl v roce 2004 osekvenován (má 34 milionů párů bází) a s níž se pracuje v laboratořích. Rod Thalassiosira byl popsán Clevem v roce 1873 a jeho klíčovým poznávacím znakem jsou jemná slizovitá vlákna, která spojují buňky do řetězců (někdy však buňky kolem sebe tvoří celý slizovitý obal). Rozlišit jednotlivé druhy tohoto rody obvykle není jednoduché, a to především kvůli tomu, že řetězce se snadno rozpadají a samostatné buňky jsou navzájem téměř identické a tím nevhodné k určování.